# Linia kolejowa nr 919
Linia kolejowa nr 919 – zelektryfikowana, w większości dwutorowa linia kolejowa łącząca rozjazd R56 na stacji Warszawa Zachodnia ze stacją techniczną Warszawa Ochota Postojowa.